# Преображенский храм (Дятьково)
Преображе́нский храм (храм Преображе́ния Госпо́дня) — храм Русской православной церкви в городе Дя́тьково Брянской области.

## Прежний храм
До 1810 года деревня Дятьково входила в приход села Спасское (Прудки), ныне не существующего. Однако после строительства Дятьковской хрустальной фабрики (1790), положившего начало бурному росту Дятькова, встаёт вопрос о переносе прихода в Дятьково. По просьбе секунд-майора И. А. Мальцова епархиальным начальством было дано разрешение на строительство нового храма взамен прежнего малопоместительного, которое продолжалось с 1807 по 1810 год. В 1810 году приход села Спасское был переведён в Дятьково; сюда же были переданы реликвии, среди которых упоминаются икона двунадесятых праздников с 30 частицами св. Мощей и древний серебряный крест со св. Мощами. Храм был каменный с колокольнею, выстроен в греческом стиле. После освящения храма деревня Дятьково была переименована в село, а приход села Спасского был упразднён (к середине XIX века исчезло и само селение; ныне на его месте — дер. Латышовка).
На протяжении XIX века дятьковский храм несколько раз перестраивался и расширялся. В 1838 году по решению Мальцова Ивана Акимовича и сына его, наследника, генерал-майора в отставке и кавалера Мальцова Сергея Ивановича храм был перестроен, по бокам было симметрично пристроена два придела, для вместительности умножившихся жителей-прихожан. В 1845 году храм и колокольня были перестроены в итальянском стиле. В 1848 году было завершено строительство, длившееся около десяти лет, придельного храма во имя святителя Василия Великого. Данный придельный храм был выстроен из чугунных слитков и располагался над фамильным склепом Мальцовых, возле святого алтаря, с восточной стороны, настоящего Преображенского храма. К 1855 году относятся сведения о последней перестройке храма, в ходе которой был установлен новый иконостас, а также из алтаря был устроен ход к фамильному склепу и в сам придельный храм.
И в самом деле сад сей действительно поразил внешние чувства, когда, в 1855 году христолюбивый храмоздатель украсил новым иконостасом свой храм, яко невесту, красотою и добротою, процветающий ныне, яко кринь сельный. В нем в настоящей церкви, купол переделан вновь в итальянском вкусе;из настоящего алтаря, устроен ход к досточтимым прахам умерших, и в сам памятник. В том же году по совершенном устройстве иконостаса, церковь освещена вновь.

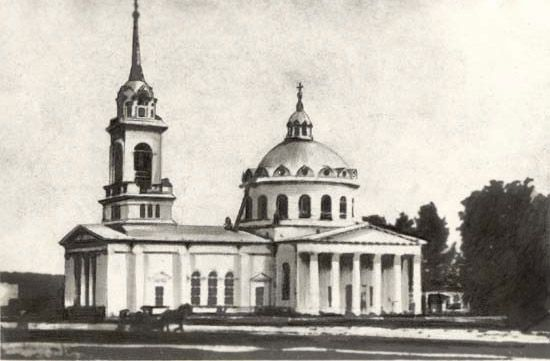
Прежний Преображенский храм в Дятькове.
Фото начала XX века

Мальцовы не жалели денег на переустройство храма и его внутреннее убранство. Заказ на изготовление икон для нового иконостаса они разместили в Санкт-Петербургской академии художеств. Все иконостасы были убраны белым, тиснённым прозрачным хрусталём, изготовленным на хрустальной фабрике села Дятьково. В первую очередь на себя обращали внимание иконы: «Введение в храм Пресвятой Богородицы» и «Тайная вечеря», которые создал художник Лавров. И конечно особое впечатление на современников производило внутреннее убранство храма.
Первое, что поражает чувство зрителя во внутренней части храма — это хрустальные иконостасы, тяжеловесные, изящной работы, как бы плавающие в воздухе, хрустальные паникадила, и вместо висячих лампад, из разных хрусталей искуснейшего мастерства многоценные, разноцветные подсвечники. Вообще все иконостасы искусной живописи; но иконостас, вновь устроенный в настоящей церкви, особенно поразителен. Путешественники, проходящие богомольцы, купечество, дворяне, как бы по какому обету и зову, идут и едут в Дятьковскую церковь, и смотреть церковь, и слушать певчих. Содержание икон для жителей Дятькова, и вообще всего прихода, придумано самими храмоздателями. Иконы и написаны в академии художеств, на желтой плотной латуни, во весь рост. Все они, в позолоченных огромного размера рамах, украшенных резьбою рококо, представляют как бы некий великий божественный сад.
По состоянию на 1904-05 гг., приход села Дятьково состоял из самого села, Знеберской стеклянной фабрики и деревень: Дятьковой, Чернятичей, Сосновки, Верещёвки, Чижовки и Белой Речки. Численность прихожан — 4501 душ мужского пола и 4550 душ женского пола. Причт был 4-х штатный. В приходе имелись церковно-приходская школа, 3 школы грамоты и 2 земских школы. Храм входил в состав 4-го Благочинного округа Брянского уезда Орловской епархии.

## Ликвидация храма
После Октябрьской революции храм продолжал работать до момента своего закрытия и последующего разрушения в 1929 году.
4 февраля 1929 года Дятьковский Горсовет, на заседании расширенного Президиума, выступает с инициативой о разборке придельного храма (часовни-памятника, установленного над склепом Мальцовых), с целью употребить полученные материалы на дорожное строительство. Инициатива основывалась на постановлениях всех избирательно — отчетных участков и ходатайствах общественности. Вопрос о демонтаже часовни был отправлен на согласование с Бежицким уездным Исполнительным комитетом Совета Рабочих, Крестьянских и Красноармейских депутатов. Президиум уездного исполкома согласился с мнением Дятьковского горсовета относительно дальнейшей судьбы часовни и 12 февраля 1929 года отправил запрос о демонтаже часовни на утверждение в Брянский Губернский Исполнительный комитет Совета Рабочих, Крестьянских и Красноармейских депутатов. Однако Президиум Брянского Губисполкома не сразу утвердил решение о ликвидации памятника. Президиум, не находя руководящих указаний о порядке сноса подобных сооружений, 18 февраля 1929 года переадресует вопрос в Народный комиссариат внутренних дел РСФСР на каких основаниях может быть произведен демонтаж часовни-памятника С. И. Мальцову. 21 февраля 1929 года от Народного Комиссариата Внутренних Дел поступает разъяснение о том, что памятник-часовня, установленная на могиле Мальцовых, может быть ликвидирована, как связанный с именем собственника крупных заводов С. И. Мальцовым-«человека эксплуатировавшего население целого округа». 28 февраля 1929 года Президиум Брянского Губиспокома разрешает ликвидировать часовню-памятник С. И. Мальцову и реализовать полученный от демонтажа материал (чугун) на дорожное строительство.
Несмотря на то, что ни в одном из постановлений руководящих органов ничего не говорилось о ликвидации самого Преображенского храма, он вскоре был закрыт и разрушен.
4 марта 1929 года антирелигиозно настроенные граждане, комсомольцы и милиционеры фактически уничтожили храм. Вандалами были разрушены хрустальный иконостас и престол, многие иконы сожжены. Также было разрушено помещение сторожа, которого вместе с семьёй фактически выселили на улицу. Жалобы прихожан М. И. Калинину и прокурору республики Н. В. Крыленко с просьбами наказать виновных в надругательстве и самоуправстве остались без внимания.
13 июня 1929 года Брянский Губисполком издал Постановление о закрытии Преображенской церкви в Дятькове и дальнейшем использовании церковного здания для культпросветработы (под клуб-кино). Окончательное закрытие храма состоялось 21 октября 1929 г., а его имущество было передано Дятьковскому Горсовету. Спустя несколько лет храм был полностью разобран.
До наших дней сохранились отдельные элементы внутреннего убранства: подсвечник из многоцветного стекла, лампада и один элемент декора хрустального иконостаса. Данные предметы являются экспонатами постоянно действующей выставки в Дятьковском музее хрусталя.

## Новый храм
В 1988 году в Дятькове было вновь зарегистрировано общество верующих, которым было разрешено строительство церкви. Новый храм, который также был назван Преображенским, был заложен 13 июня 1989 года, а 17 августа 1990 года Епископ Орловский и Брянский Паисий совершил его освящение. Этот храм стал первым из новосооружённых храмов в епархии.
Новый Преображенский храм (архитектор — В. Н. Городков) гораздо скромнее прежнего по архитектуре и вместительности и расположен совсем в другом месте (прежний храм стоял на месте центральной площади нынешнего города).
В 1994 году у стен нового храма произведено символическое перезахоронение праха семьи Мальцовых. Это место обозначено дубовым крестом. Надпись на табличке гласит: «Ваши труды не забыты потомками».